# Giro dell'Appennino 1977
Il Giro dell'Appennino 1977, trentottesima edizione della corsa, si svolse l'8 maggio 1977, su un percorso di 254 km. La vittoria fu appannaggio dell'italiano Gianbattista Baronchelli, che completò il percorso in 6h38'00", precedendo i connazionali Mario Beccia e Wladimiro Panizza.
I corridori che partirono furono 93, mentre coloro che tagliarono il traguardo di Pontedecimo furono 34.

## Ordine d'arrivo (Top 10)
| Pos. | Corridore                | Squadra                    | Tempo    |
| ---- | ------------------------ | -------------------------- | -------- |
| 1    | Gianbattista Baronchelli | Scic-Bottecchia            | 6h38'00" |
| 2    | Mario Beccia             | Sanson-Campagnolo          | a 1'56"  |
| 3    | Wladimiro Panizza        | Scic-Bottecchia            | s.t.     |
| 4    | Alfio Vandi              | Magniflex-Torpado          | s.t.     |
| 5    | Vittorio Algeri          | G.B.C. Itla-TV Color       | a 2'46"  |
| 6    | Carmelo Barone           | Fiorella Mocassini-Citroën | s.t.     |
| 7    | Walter Riccomi           | Scic-Bottecchia            | s.t.     |
| 8    | Roberto Poggiali         | Sanson-Campagnolo          | s.t.     |
| 9    | Dorino Vanzo             | G.B.C. Itla-TV Color       | s.t.     |
| 10   | Remo Rocchia             | Vibor                      | s.t.     |